# Smedstorpasjön (Tuna socken, Småland)
Smedstorpasjön är en sjö i Vimmerby kommun i Småland och ingår i Marströmmens huvudavrinningsområde. Sjön är 8,5 meter djup, har en yta på 0,11 kvadratkilometer och befinner sig 49,3 meter över havet. Sjön avvattnas av vattendraget Bredshultån.

## Delavrinningsområde
Smedstorpasjön ingår i det delavrinningsområde (638082-152654) som SMHI kallar för Utloppet av Smedstorpasjön. Medelhöjden är 73 meter över havet och ytan är 1,31 kvadratkilometer. Räknas de 2 avrinningsområdena uppströms in blir den ackumulerade arean 18,82 kvadratkilometer. Bredshultån som avvattnar avrinningsområdet har biflödesordning 2, vilket innebär att vattnet flödar genom totalt 2 vattendrag innan det når havet efter 33 kilometer. Avrinningsområdet består mestadels av skog (79 %). Avrinningsområdet har 1,04 kvadratkilometer vattenytor vilket ger det en sjöprocent på 3,3 %.